# Skoki do wody na Letnich Igrzyskach Olimpijskich 1976
Wyniki zawodów w skokach do wody, które zostały rozegrane podczas Letnich Igrzysk Olimpijskich 1976 w Montrealu. Rywalizacja trwała w dniach 19–27 lipca. Wzięło w niej udział 80 skoczków, w tym 39 kobiet i 41 mężczyzn z 22 krajów. Polacy nie startowali.

## Mężczyźni
| Konkurencja    | Złoto         | Wynik  | Srebro           | Wynik  | Brąz                | Wynik  |
| Trampolina 3 m | Phil Boggs    | 619,05 | Giorgio Cagnotto | 570,48 | Aleksandr Kosienkow | 567,24 |
| Wieża 10 m     | Klaus Dibiasi | 600,51 | Greg Louganis    | 576,99 | Władimir Alejnik    | 548,61 |

## Kobiety
| Konkurencja    | Złoto                 | Wynik  | Srebro         | Wynik  | Brąz           | Wynik  |
| Trampolina 3 m | Jennifer Chandler     | 506,19 | Christa Köhler | 469,41 | Cynthia Potter | 466,83 |
| Wieża 10 m     | Jelena Wajcechowskaja | 406,59 | Ulrika Knape   | 402,60 | Deborah Wilson | 401,07 |

## Klasyfikacja medalowa
| Lp. | Reprezentacja     |   |   |   | Razem |
| --- | ----------------- | - | - | - | ----- |
| 1.  | Stany Zjednoczone | 2 | 1 | 2 | 5     |
| 2.  | Włochy            | 1 | 1 | 0 | 2     |
| 3.  | ZSRR              | 1 | 0 | 2 | 3     |
| 4.  | NRD               | 0 | 1 | 0 | 1     |
| 4.  | Szwecja           | 0 | 1 | 0 | 1     |